# Tina mobil
Tina mobil ist eine deutsche Miniserie, deren sechs Folgen am 16. September 2021 in der ARD Mediathek veröffentlicht wurden. Am 22. September 2021 folgte die Erstausstrahlung auf Das Erste. 

## Handlung
Die resolute Tina Sanftleben arbeitet als Verkäuferin für eine Bäckereikette. Weil sie sich gegenüber ihrem Chef regelmäßig über die schlechten Arbeitsbedingungen beschwert, kündigt dieser sie eines Tages fristlos. Tina ist wie vor den Kopf gestoßen, aber Aufgeben kommt für sie nicht infrage. Schließlich hat sie drei Kinder, die sie als Alleinerziehende versorgt und denen sie alles ermöglichen will. Kurzerhand macht sie sich selbstständig, kauft ein eigenes Bäckermobil und findet in Herrn Kowalski, dem Konkurrenten ihres Ex-Chefs, einen Partner und Verbündeten.
Leider landen immer wieder Steine vor Tina und ihrer Familie. So wird Tochter Julia, "die Kleene", das stille und musisch begabte Vorzeigekind, ungewollt schwanger. Ihre ältere Schwester Caro verkriecht sich nur noch zu Hause und kümmert sich um Kosmetikprodukte und ihren Vlog. Sohn Felix, "der Lütte", durchlebt seine spätpubertäre Orientierungsphase. Und dann sind da noch die Geldsorgen, die Tina zu erdrücken drohen... und Harry, Tinas Ex-Mann und Vater der Kinder.

## Produktion
Tina mobil wurde von der X Filme Creative Pool im Auftrag des Rundfunk Berlin-Brandenburg (RBB) realisiert. Als Produzent trat Michael Polle in Erscheinung. Die Redaktion beim Sender oblag Kerstin Freels. Die Idee zu Serie stammt von der Drehbuchautorin Laila Stieler, die in der Gemeinde Thomsdorf in der Uckermark lebt und dort aufgrund fehlender Infrastruktur selbst auf einen Bäckereiwagen angewiesen ist. Stieler, die seit geraumer Zeit ein Projekt über „überforderte Familien“ zu Papier bringen wollte, schrieb zunächst einige Entwürfe nieder, die „mehr in Richtung Sozialdrama“ gingen, ihr tonal jedoch missfielen, ehe sie auf die Idee kam, das Sujet mit der Rolle der fröhlichen Tina zu verbinden. Weite Teile ihres späteren Drehbuchs entstanden mit dem Gedanken, dass Gabriela Maria Schmeide die Hauptrolle in Tina mobil übernehmen würde. Schmeide hatte zuvor bereits in den Filmproduktionen Die Polizistin (2000), Patchwork (2008) und Die Friseuse (2010) unter der Beteiligung von Stieler mitgewirkt.
Die Dreharbeiten fanden an rund 60 Drehtagen vom 15. September bis 3. Dezember 2020 unter anderem in Berlin-Weißensee, Beiersdorf-Freudenberg und Bernau statt. Neben Schmeide traten unter anderem Runa Greiner, David Ali Rashed, Alexander Hörbe, Anne-Kathrin Gummich und Margarita Breitkreiz vor die Kamera. Für die Regie konnte Richard Huber verpflichtet werden. Dieser zeigte sich neben Casterin Simone Bär auch für die Besetzung der Nebendarsteller verantwortlich, zu denen unter anderem ehemalige DEFA-Größen wie Monika Lennartz, Christian Steyer, Ute Lubosch, Ursula Werner, Axel Werner und Carmen-Maja Antoni gehörten.

## Rezeption
Spiegel-Redakteur Christian Buß befand, dass die Serie „als moderne proletarische Familiengeschichte angelegt“ sei, „der man weitgehend in ihrer unkaputtbaren positiven Grundhaltung folgt, weil der Alltag und die Menschen darin so genau, detailsatt und ambivalent beschrieben werden. Man fühlt sich vom Drehbuch niemals an der Nase herumgeführt […] Zwischen all den starken Szenen und Sprüchen kommt die Dramaturgie zwar schon mal ins Schlingern, säuft aber niemals ganz ab. Das geht in Ordnung bei einer Serie, in der die Heldin ihr Mobil und ihr Leben am Laufen hält, obwohl der Tank zwischenzeitlich doch längst alle scheint.“
Tilmann P. Gangloff beschrieb die Produktion in seiner Rezension für Tittelbach.tv als „eine Hommage an kleine Leute, die sich nicht unterkriegen lassen, obwohl ihr Dasein derart auf Kante genäht ist, dass schon Unpässlichkeiten genügen, um die Existenz zu gefährden.“ Die Serie orientiere sich am „lakonischen Humor und der großen Wahrhaftigkeit, mit der der Brite Ken Loach seine Geschichten“ erzähle, wobei Regisseur Richard Huber auf einen „betont unaufgeregten Regiestil“ setze. Vor allem jedoch sei Tina mobil „herausragend gut gespielt. Gabriela Maria Schmeide ist unbedingt preiswürdig, aber nicht minder eindrucksvoll ist Runa Greiner als Tinas Tochter, die eine wunderbare Metamorphose erlebt.“
Jan Freitag schrieb in seiner TV-Kritik DWDL.de: „Seit Andreas Dresen sie 2002 in Halbe Treppe zum tragikomischen Shootingstar sozialer Randlagen machte, brilliert Gabriela Maria Schmeide in Dutzenden solcher Plattenbaufilme. Auch hier sorgt sie fast im Alleingang für eine Form fiktionaler Wahrhaftigkeit, die an der Existenz vorgeschriebener Texte zweifeln lässt […] Das wirkt wie Rainald Grebes Hassliebeshymne aufs strukturschwache Bundesland im Schatten der Hauptstadt mitunter fast dokumentarisch. Zum Glück jedoch wird die Wirklichkeit verspargelter Land- und totsanierter Ortschaften mit genügend künstlerischer Kreativität angereichert, um das Publikum nach Feierabend nicht durch Sorgenfalten in jeder Szene einzuschüchtern.“
Die Serie wurde 2022 mit dem Grimme-Preis in der Kategorie Fiktion ausgezeichnet.